# Zoe Colletti
Zoe Margaret Colletti (Burlington, Nueva Jersey, Estados Unidos, 27 de noviembre de 2001) es una actriz estadounidense de cine y televisión. Hizo su debut actoral en el episodio piloto de la serie de televisión American Men (2006) e interpretó su primer papel importante en cine en la película Annie en 2014.
Colletti apareció en las películas de 2018 Wildlife y Skin antes de obtener elogios de la crítica en el papel principal de Stella Nicholls en la película de terror Scary Stories to Tell in the Dark (2019). Logró más reconocimiento y aplausos como Dakota en la sexta temporada de la serie dramática de terror Fear the Walking Dead (2020-2021) y  en la película de fantasía A Boy Called Christmas de 2021. En 2022 interpretó a Lucy en la segunda temporada de la serie Only Murders in the Building.

## Carrera
Zoe Margaret Colletti nació el 27 de noviembre de 2001 en Burlington, Nueva Jersey, Estados Unidos. Su primer papel acreditado fue en el piloto de televisión de American Men de 2006. En 2014, Colletti interpretó a Tessie en Annie, su primer papel importante en una película. La película recibió críticas negativas de la prensa, aunque el elenco fue elogiado. En 2018, Colletti protagonizó Wildlife y Skin, las cuales obtuvieron críticas positivas. Luego interpretó el papel principal de Stella Nicholls en la película de terror Scary Stories to Tell in the Dark (2019), basada en los libros infantiles del mismo nombre. Según TV Guide, Colletti envió una cinta de audición y fue contactado en una hora. La película fue elogiada, al igual que la actuación de Coletti.Variety la llamó «ávidamente cautivadora», y revista Empire dijo que «afortunadamente le da algo de peso emotivo» a los problemas y sufrimientos de su personaje.
Según los informes, en diciembre de 2019, Colletti se unió al elenco de la sexta temporada de Fear the Walking Dead de AMC como una personaje regular llamado Dakota. Colletti explicó que el papel era «bastante loco», ya que era fan de The Walking Dead desde los 12 años. Se ofreció a ser una extra en la serie original; audicionó sin éxito para The Walking Dead: World Beyond, aunque fue una de las últimas actrices que se postuló para el papel. A pesar de la falta de éxito en World Beyond, la audición le dio conexiones con otros programas de la franquicia, y los directores de casting le ofrecieron el papel en Fear the Walking Dead. Den of Geek elogió su actuación en el episodio «USS Pennsylvania», que se emitió el 6 de junio de 2021, diciendo «Colletti es genial. Ella trae mucho a la mesa esta semana, y tiene capacidad de aportar profundidad real a Dakota». Su personaje fue asesinada en el final de la sexta temporada, que se emitió una semana después.
En agosto de ese año, fue elegida como Gia, la mejor amiga de Erika (Lana Condor), en la serie de comedia de Netflix Boo, Bitch. En noviembre, interpretó a Truth Pixie en A Boy Called Christmas. El personaje fue creado en su totalidad, con la excepción de su rostro, que era de Colletti, utilizando imágenes generadas por computadora.

## Filmografía

### Cine
| Año  | Título                            | Papel           | Director(a)        |
| ---- | --------------------------------- | --------------- | ------------------ |
| 2014 | Annie                             | Tessie Marcus   | Will Gluck         |
| 2018 | Wildlife                          | Ruth-Ann        | Paul Dano          |
| 2018 | Skin                              | Desiree         | Guy Nattiv         |
| 2019 | Scary Stories to Tell in the Dark | Stella Nicholls | André Øvredal      |
| 2021 | A Boy Called Christmas            | Truth Pixie     | Gil Kenan          |
| 2022 | Gigi & Nate                       | Lori            | Nick Hamm          |
| 2023 | The Family Plan                   | Nina Morgan     | Simon Cellan Jones |

### Televisión
| Año       | Título                            | Papel                  | Notas                             |
| --------- | --------------------------------- | ---------------------- | --------------------------------- |
| 2006      | American Men                      | Emma Wilson            | Episodio piloto                   |
| 2010      | Past Life                         | Elana Moody            | Episodio: "Running on Empty"      |
| 2010      | Rubicon                           | Sophie Young           | Personaje recurrente; 4 episodios |
| 2019      | Law & Order: Special Victims Unit | Britney Moore          | Episodio: "A Story of More Woe"   |
| 2019      | City on a Hill                    | Benedetta "Benny" Rohr | 7 episodios                       |
| 2020-2021 | Fear the Walking Dead             | Dakota                 | Sexta temporada, 10 episodios     |
| 2022      | Boo, Bitch                        | Gia                    | Personaje principal               |
| 2022      | Only Murders in the Building      | Lucy                   | Personaje principal               |